# ФК Подгорица
ФК Подгорица црногорски је фудбалски клуб из Подгорице, који се тренутно такмичи у Другој лиги Црне Горе. Основан је 2014. као Младост Љешкопоље, како би оживјели стари клуб Младост Љешкопоље, који је основан 1970. а угашен је крајем седамдесетих. Клуб је освојио по једном титулу првака Треће лиге и титулу првака Друге лиге, док су у Првој лиги завршили на четвртом мјесту и играли су у квалификацијама за Лигу конференције.
Утакмице као домаћин игра на стадиону ДГ арена капацитета 4.300 мјеста.

## Историја
Клуб је основан 2014. године, под именом ОФК Младост 1970, када је обновљен клуб ОФК Младост Љешкопоље, који је основан 1970. године. Клуб је прве утакмице играо 2015, када је дошао до осмине финала Купа Црне Горе. Након двије сезоне у Трећој лиги, клуб је освојио титулу првака Средње регије у сезони 2016/17. и пласирао се у Другу лигу за сезону 2017/18, након што је у баражу освојио прво мјесто против Пљеваља и Арсенала из Тивта. У сезони 2017/18, завршили су на другом мјесту, али су у плеј офу за пласман у Прву лигу изгубили од Петровца. У сезони 2018/19, Младост је освојила титулу првака Друге лиге и пласирала се у Прву лигу по први пут у историји. Након пласмана у Прву лигу, 2019. клуб је промијенио име у ФК Подгорица.
У првој сезони у Првој лиги, завршили су на петом мјесту у сезони која је прекинута пет кола прије краја, због пандемије ковида 19. У сезони 2020/21. завршили су на четвртом мјесту и играли су квалификације за Лигу конференције, гдје су испали у првом колу од Лачија.

## Резултати у такмичењима у Црној Гори
| Сезона   | Степен | Лига                       | Бр.екипа | Позиција  | Куп           |
| -------- | ------ | -------------------------- | -------- | --------- | ------------- |
| 2015/16. | 3      | Трећа лига — Средња регија | 7        | 5. место  | Осмина финала |
| 2016/17. | 3      | Трећа лига — Средња регија | 6        | 1. место  | Осмина финала |
| 2017/18. | 2      | Друга лига                 | 12       | 2. место  | Прво коло     |
| 2018/19. | 2      | Друга лига                 | 10       | 1. место  | Четвртфинале  |
| 2019/20. | 1      | Прва лига                  | 10       | 5. место  | Полуфинале    |
| 2020/21. | 1      | Прва лига                  | 10       | 4. место  | Четвртфинале  |
| 2021/22. | 1      | Прва лига                  | 10       | 9. место  | Четвртфинале  |
| 2022/23. | 2      | Друга лига                 | 10       | 5. место  | Четвртфинале  |
| 2023/24. | 2      | Друга лига                 | 10       | 3. место  | Осмина финала |
| 2024/25. | 2      | Друга лига                 | 9        | 7. мјесто | Четвртфинале  |

## Успјеси
| Такмичење                                     | Такмичење                | Број                     | Година                   |                          |                          |
| Друга лига Црне Горе — 1                      | Друга лига Црне Горе — 1 | Друга лига Црне Горе — 1 | Друга лига Црне Горе — 1 | Друга лига Црне Горе — 1 | Друга лига Црне Горе — 1 |
| --------------------------------------------- | ------------------------ | ------------------------ | ------------------------ | ------------------------ | ------------------------ |
| Друга лига                                    | Првак                    | 1                        | 2018/19                  |                          |                          |
| Трећа лига Црне Горе — Центар — 1             |                          |                          |                          |                          |                          |
| Трећа лига                                    | Првак                    | 1                        | 2016/17                  |                          |                          |
| Куп регије Центар — 1                         |                          |                          |                          |                          |                          |
| Регионални куп                                | Побједник                | 1                        | 2016                     |                          |                          |
| Регионални куп                                | Финалиста                | 1                        | 2015                     |                          |                          |
| Регионална лига Црне Горе — Средња регија — 1 |                          |                          |                          |                          |                          |
| Регионална лига Црне Горе                     | Побједник                | 1                        | 1972/73                  |                          |                          |

## Подгорица у европским такмичењима
| Сезона   | Такмичење         | Коло        | Држава   | Клуб | Дом. терен | Гос. терен | Укупно |
| -------- | ----------------- | ----------- | -------- | ---- | ---------- | ---------- | ------ |
| 2021/22. | Лига конференције | 1. коло кв. | Албанија | Лачи | 1:0        | 0:3 (пр.)  | 1:3    |